# Impero angioino
L'Impero angioino (in lingua inglese: Angevin Empire; in francese: Empire angevin) o meglio plantageneto (in francese: L'Empire Plantagenêt) fu un insieme di stati governati dalla dinastia plantageneto-angioina. Tale definizione di "impero angioino" rimane comunque un neologismo storiografico, perché questi domini non costituirono mai uno stato unitario, ma una unione dinastica; un altro esempio di tal genere è costituito dall'impero del Mare del Nord.
I Plantageneti governarono nei secoli XII e XIII su un'area che si estendeva dai Pirenei all'Irlanda, comprendendo circa una metà della Francia medievale, l'Inghilterra e l'Irlanda. Come re di Inghilterra essi erano totalmente sovrani nei territori controllati nelle isole britanniche, ma al di là della Manica, dove possedevano più feudi e terre degli stessi re di Francia, risultavano comunque essere dei vassalli feudali di questi ultimi, a cui dovevano prestare omaggio.
Nonostante l'estensione del potere plantageneto, essi alla fine vennero sconfitti da Filippo II Augusto, Re di Francia, della dinastia dei Capetingi, che fece loro perdere tutte le province a nord della Loira, compreso il loro nucleo originario di Normandia e Angiò. Questa sconfitta, che lasciò ai Plantageneti il governo sui loro possedimenti inglesi e sulla Guascogna in Francia, pose le basi per le successive guerre di Saintonge e dei Cent'anni.

## Origine del termine e applicazione
"Impero angioino" è un neologismo della storiografia anglosassose che indica il territorio controllato dai sovrani plantageneti, Enrico II, Riccardo I e Giovanni Senzaterra. Come è ovvio per gli storici non c'era al tempo un termine per designare la regione sotto il controllo degli Angiò-Plantageneti, ma descrizioni come “il nostro regno e ogni cosa sotto il nostro potere, qualsiasi cosa sia”. Il termine “Impero angioino” fu coniato da Kate Norgate nella sua pubblicazione del 1887 L'Inghilterra sotto i re angioini. In Francia, il termine "Espace Plantagenêt" è più spesso usato per indicare i territori dominati dai Plantageneti. Anche per la storiografia italiana, per evitare confusione, si preferisce utilizzare il termine plantageneto, per indicare i sovrani inglesi al di qua e al di là della Manica, preferendo riservare il termine angioino agli omonimi cadetti della successiva casata capetingia, infeudata dell'Angiò.
Adducendo come punto di riferimento gli Angioini, questo termine segnò una rivalutazione del tempo, considerando che l'influenza inglese e quella francese si erano diffuse entrambe nel territorio dominato nel mezzo secolo nel quale la loro unione durò. Lo stesso termine "angioino" è l'aggettivo applicato agli abitanti di Angiò e alla sua capitale storica, Angers; i Plantageneti provenivano dall'Angiò, da cui appunto il termine.
L'uso del termine "impero" è sorto in modo controverso tra i vari storici. Siccome esso non è che un insieme dei territori ereditati o acquisiti da Enrico II, non si sa se esistesse o no un'identità comune tra i vari domini. Alcuni storici sostengono che il termine "impero" debba strettamente riferirsi al Sacro Romano Impero, l'unica struttura politica dell'Europa occidentale denominata in questo modo. Altri storici ritengono che l'impero di Enrico II non fosse né potente, né centralizzato, né abbastanza vasto per corrispondere a un titolo imperiale. Anche se i Plantageneti stessi non reclamarono alcun titolo imperiale, alcuni cronisti, spesso lavorando per lo stesso Enrico II, usavano il termine "impero" per descrivere questo insieme di territori. Nella pratica, il titolo più elevato era "Re d'Inghilterra", al quale, in Francia, furono aggiunti i titoli di duchi e conti, che erano completamente indipendenti dal titolo reale e non sottostavano ad alcuna legge inglese.
Per questi motivi alcuni storici preferiscono a "impero" il termine "commonwealth", che enfatizza il fatto che questo cosiddetto "Impero angioino" era più un insieme dinastico di sette entità sovrane del tutto indipendenti e scarsamente legate tra di loro.

## Geografia e amministrazione
Alla sua massima espansione l'impero comprendeva il regno d'Inghilterra, la Signoria d'Irlanda, i ducati di Normandia, Guascogna e Aquitania (chiamata anche Guyenne) così come Angiò, Poitou, Maine, Turenna, Saintonge, La Marche, Périgord, Limousin, Nantes e Quercy. Mentre i ducati e le contee erano controllati con vari livelli di vassallaggio dal re di Francia, i Plantageneti detenevano in vari modi il governo sulla Bretagna, su Tolosa, sul Regno di Scozia e sul Galles, nonostante queste aree non facessero formalmente parte dell'Impero. Ulteriori pretese furono avanzate sull'Alvernia e sul Berry ma non ebbero buona riuscita.
A volte i confini erano ben definiti e facili da tracciare come per esempio quello fra il demesne, il territorio demaniale (sotto il Re di Francia), e il Ducato di Normandia; in altri casi, invece, non erano così chiari, specialmente quello a est dell'Aquitania dove vi era una differenza fra il confine che Enrico II e poi Riccardo I reclamarono e quello dove terminava effettivamente il loro potere.
Una delle più importanti caratteristiche dell'Impero Angioino fu la sua struttura “policratica”, termine preso dal “Policraticus” di Giovanni di Salisbury, scritto politico sull'Impero Angioino.
L'Inghilterra normanna era sottoposta a un controllo piuttosto stretto: il regno era diviso in Contee con sceriffi che rafforzavano la “Common Law”. Un giudice era nominato dal re per fare rispettare le proprie volontà mentre si trovava distante. Poiché i re d'Inghilterra erano più spesso in Francia che in patria, si servirono di decreti in maniera maggiore che i precedenti sovrani Anglosassoni; paradossalmente, quindi, la loro frequente assenza rese più solida ed efficiente l'amministrazione del territorio inglese. Sotto il regno di Guglielmo il Conquistatore, i nobili Anglosassoni erano stati in gran parte rimpiazzati da nobili Anglo-Normanni che possedevano terre sia nel territorio inglese che francese: per questo l'estensione di possedimenti contigui che ciascuno di essi poteva accumulare era minore e di conseguenza risultava loro più difficile ribellarsi al re, con la necessità di difendere le loro terre contemporaneamente. I Conti inglesi avevano una condizione simile a quella dei conti europei, tuttavia nessuno di loro fu mai una minaccia per il re.

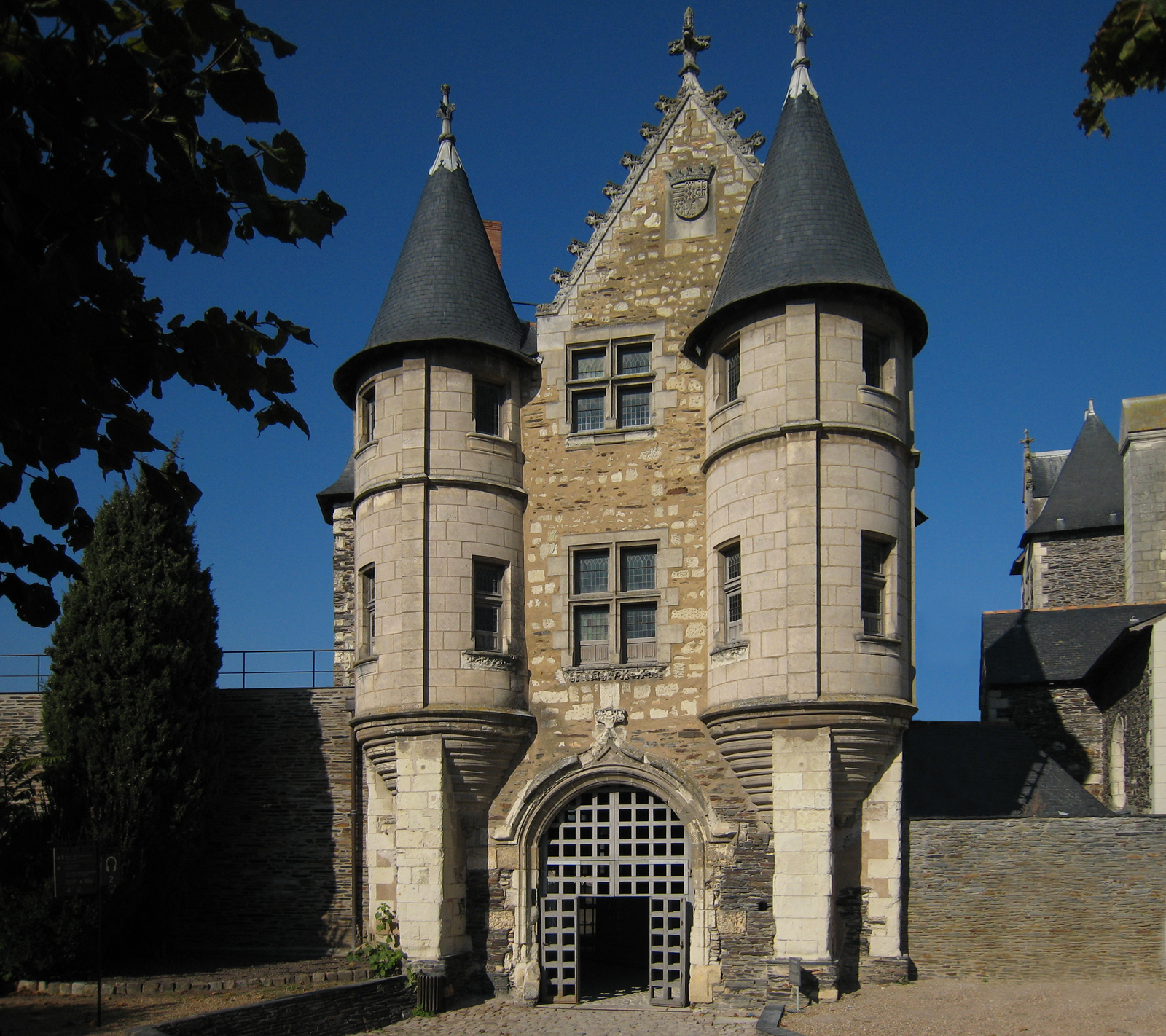
Castello di Angers.

Nel "Grand Anjou", invece, due tipi di ufficiali rafforzavano il controllo: i Prévots (prevosti) e i Seneshals (siniscalchi). Questi avevano sede a Tours, Chinon, Baugé, Beaufort, Brissac, Angers, Saumur, Laudun, Lauch, Langeais e Montbazon. Gli altri luoghi non erano amministrati dai Plantageneti bensì da altre famiglie. Il Maine era, per contro, largamente indipendente e mancava di controllo. I Plantageneti fecero svariati tentativi di migliorare l'amministrazione di questo stato ponendo nuovi ufficiali, come i siniscalchi, a Le Mans. Queste riforme furono troppo tardive, e gli unici che trassero da esse vantaggio furono i Capetingi (re di Francia), dopo che ebbero annesso il "Grand Anjou".
La Guascogna era certamente una regione amministrata in modo blando, con ufficiali locati solo in Entre-deux-Mers, Bayonne, Dax, sul fiume Garonna fino ad Agen, come anche sulla via di pellegrinaggio per Santiago di Compostela. Il resto del territorio era lasciato senza un governatore ed era una vasta area in confronto ad altre province. Fu molto difficile per gli Angioini, come per altro per i precedenti duchi di Poitiers, instaurare la loro autorità sul ducato, che era difficile da governare per la conformazione del territorio.
Sia in Poitou sia in Aquitania, i castelli erano concentrati a Poitou, dove vi erano rappresentanti ufficiali (che invece erano assenti nelle province dell'est di Périgord e Limousin). Vi furono, per contro, signori che governarono queste regioni come se fossero autonomi, e avevano poteri concreti, come il battere moneta. Riccardo Cuor di Leone andò incontro al suo declino a Limousin.
La Normandia era probabilmente uno degli stati più controllati dell'Impero angioino. I prévot e i visconti persero importanza a vantaggio di magistrati (baillis, balivi), con potere esecutivo e giudiziario. Furono introdotti nel XII secolo in Normandia e organizzarono lo stato similmente ai siniscalchi in Inghilterra. L'autorità ducale era forte sul confine fra il territorio feudale reale e il Duchy, ma più blanda sul resto della regione.
L'Irlanda era governata dal Signore d'Irlanda, che all'inizio ebbe difficoltà nell'imporsi. Dublino e Leinster erano roccaforti angioine, mentre Cork, Limerick e Ulster erano di proprietà dei Normanni del Galles del sud.
In Aquitania e Angiò, nonostante esistessero le autorità del duca e del conte, non c'era omogeneità. Per esempio la famiglia dei Lusignano, molto potente in queste terre, si dimostrò essere un influente avversario per i Plantageneti.
La Scozia era un regno indipendente, ma dopo la disastrosa campagna condotta da Guglielmo il Leone, le guarnigioni inglesi furono schierate nei castelli di Edimburgo, Roxburgh, Jedburgh e Berwick, nel sud della Scozia, come definito nel trattato di Falaise.
Tolosa fu mantenuta sotto controllo con il vassallaggio del conte di Tolosa, ma quest'ultimo raramente si rivelò sufficiente. Solo il Quercy fu amministrato dai Plantageneti e rimase a quel tempo un'area contesa.
La Bretagna, una regione dove i nobili erano per tradizione molto indipendenti, era saldamente controllata dai Plantageneti. Nantes era sotto il potere incontrastato degli Angioini, mentre i Plantageneti spesso si immischiarono negli affari dei Bretoni, nominarono gli arcivescovi e così si imposero sulla regione.
Il Galles ottenne buone libertà a patto che pagasse un dazio ai Plantageneti e li riconoscesse come sovrani; ciononostante rimase quasi indipendente. Forniva ai Plantageneti coltelli e archi lunghi, che poi saranno usati dall'Inghilterra con grande successo.

## Economia ed entrate
L'aspetto economico dell'Impero angioino era abbastanza complesso a causa delle differenti strutture politiche dei domini. Aree come l'Inghilterra e la Normandia, in cui il potere centrale era più forte, producevano maggiori entrate fiscali rispetto alle regioni meno controllate come il Limousin, dove i principi locali potevano coniare le proprie monete.
È comunemente ritenuto che il denaro raccolto in Inghilterra fu usato per le necessità della parte continentale.
Le stesse entrate inglesi variarono a seconda dei periodi:
- quando Enrico II Plantageneto divenne re, le entrate provenienti dall'Inghilterra ammontavano a sole £10.500 l'anno, metà di quanto fossero sotto Enrico I. Questo era in parte dovuto all'Anarchia, in parte al debole governo di Stefano di Blois. Con il passare degli anni le entrate aumentarono progressivamente fino a £ 22.000 l'anno;
- quando ci furono i preparativi per la crociata, gli introiti salirono a £ 31.050 all'anno, ma quando Riccardo partì discesero a £ 11.000;
- sotto Giovanni Senzaterra, rimasero costanti a £ 22.000, ma per finanziare la riconquista della Francia arrivarono a £ 83.291;

In Irlanda le entrate erano abbastanza basse, solo £ 2.000 nel 1212; i dati sono però per la maggior parte incompleti. Per quanto riguarda la Normandia, vi erano molte variazioni in relazione alla politica del Duchy. Nel 1180 gli introiti erano solo £ 6.750, ma raggiunsero £ 25.000 all'anno nel 1198, più dell'Inghilterra. La cosa più impressionante fu il fatto che la popolazione della Normandia era alquanto inferiore a quella inglese: la prima è stimata 1,5 milioni, la seconda 3,5.
Per l'Aquitania, l'Angiò e la Guascogna non abbiamo dati relativi alle entrate, ma queste regioni non erano povere: vi erano grandi vigneti, importanti città e miniere di ferro. Questo è quello che scrisse Ralph di Diceto, un cronista inglese, riguardo all'Aquitania:
I re Capetingi non beneficiarono di così tante entrate, nonostante il potere regio fosse più centralizzato sotto Luigi VII e Filippo II di quanto fu sotto Ugo Capeto o Roberto il Pio.
La ricchezza dei re Plantageneti fu definitivamente considerata maggiore; Giraldo del Galles scrisse su di essa con queste parole:
Petit Dutailli commentò che "Riccardo mantenne una superiorità in risorse tale che, se avesse vissuto di più, gli avrebbe dato l'opportunità di annientare il suo rivale".
C'è un'altra spiegazione, poco seguita e rivelatasi errata, cioè che il re di Francia avesse registrato entrate tali che il suo principato, da solo, ne avrebbe registrate di più alte che tutto l'intero Impero Angioino.

## Formazione dell'Impero angioino (1135 - 1156)
Nel 1135, alla morte di Enrico I, si aprì una grave crisi di
successione al trono inglese, in quel periodo retto dai Normanni, che va sotto il nome di Anarchia.
Enrico I aveva avuto due figli legittimi: Matilda, nata nel 1102, e Guglielmo, nato nel 1103. In seguito alla morte di Guglielmo nel naufragio della Nave Bianca (novembre 1120), re Enrico aveva costretto i baroni anglo-normanni a riconoscere Matilda come sua erede e a giurarle fedeltà. Tuttavia, il fatto di essere una donna e per di più moglie (dal 1128) di un conte angioino, ostacolò Matilda nella successione al trono, sul quale nel dicembre dello stesso 1135 si insediò suo cugino Stefano di Blois.
Ne risultò un lungo periodo di disordini e lotte, nelle quali furono coinvolti - oltre a Stefano
e Matilda - anche il marito di lei Goffredo V d'Angiò e successivamente il loro figlio Enrico, nato nel 1133. Goffredo ed Enrico riuscirono a prevalere dapprima sul continente - dove divennero duchi di Normandia prima Goffredo nel 1144 e poi Enrico nel 1150 - e successivamente in Inghilterra, in seguito alla rinuncia di Stefano, a cui nel 1153 era morto il figlio ed erede Eustachio. Con il trattato di Wallingford (6 novembre 1153), Stefano riconobbe Enrico come proprio figlio adottivo ed erede. Quindi, alla morte di Stefano (1154), Enrico salì al trono di Inghilterra come Enrico II; ebbe così termine la dominazione normanna dell'Inghilterra ed ebbe invece origine la dinastia plantageneta.
Enrico Plantageneto divenne allora Enrico II d'Inghilterra nel dicembre del 1154. Egli riuniva nelle sue mani i possedimenti anglo-normanni ereditati dalla madre (ducato di Normandia e regno d'Inghilterra) e quelli angioini ereditati dal padre (contee d'Angiò e del Maine). Inoltre, avendo sposato nel 1152 Eleonora d'Aquitania, Enrico aveva esteso il suo controllo anche sui ducati di Aquitania e di Guascogna. Si era così formato il nucleo dell'impero angioino.
Successivamente la questione del suo giuramento su Angiò e su suo fratello Goffredo sorse ancora. Enrico II ricevette una dispensa da parte del papa Adriano IV, adducendo il pretesto che il giuramento gli era stato imposto; Enrico II propose un risarcimento a Goffredo, a Rouen, nel 1156, ma quest'ultimo rifiutò e tornò ad Angiò per insorgere di nuovo contro Enrico II. Pur avendo Goffredo un solido diritto morale, la sua posizione era nonostante tutto molto debole. Luigi VII non interferì dal momento che Enrico II fece omaggio di vassallaggio al Re di Francia per la Normandia, Angiò e l'Aquitania. Enrico II represse la rivolta di Goffredo e dovette essere soddisfatto da una pensione annuale.

### Espansioni dell'Impero angioino
Enrico II rivendicò chiaramente nuove terre e lavorò per la creazione di un anello di stati vassalli, specialmente intorno a Inghilterra e Normandia, come "zona cuscinetto". I più ovvi erano Scozia, Galles, Bretagna e Fiandre, che potevano essere usate anche come punto di partenza per ulteriori espansioni.
Davide I di Scozia aveva approfittato dell'Anarchia per impossessarsi del Cumberland, Westmorland e del Northumberland.
In Galles erano emersi leader importanti come Rhys di Deheubarth e Owain di Gwyneed.
In Bretagna non vi sono prove che il Duca di Bretagna, di nome Oddone, aveva riconosciuto la sovranità normanna. Due castelli vitali alla frontiera, Moulines-la-Marche e Bonmoulins, non furono mai ripresi da Goffredo Plantageneto e restarono nelle mani di Roberto di Dreux. Il conte Thierry di Fiandre era entrato a fare parte dell'alleanza promossa da Luigi VII nel 1153. Più a sud il Conte di Blois acquisì Amboise. Dal punto di vista di Enrico II c'erano alcune controversie da risolvere.
Il re Enrico II dimostrò di essere un re molto audace e coraggioso, e fu anche molto attivo, viaggiando spesso, infatti, egli fu più presente in Francia che in Inghilterra, come Ralph di Diss, il Rettore della chiesa di San Paolo, ironizzò al riguardo: "Non ci è rimasto niente da inviare per riportare il re a Londra eccetto la Torre di Londra".

### Castelli e roccaforti in Francia

Situazione della Francia nel 1154.

Enrico II d'Inghilterra riacquistò Vernon e Neufmarché nel 1154. Da allora su questa nuova strategia basò le relazioni tra i Plantageneti e i Capetingi.
Luigi VII non poté negare il suo tentativo fallito di spodestare Enrico II. A causa del controllo angioino dell'Inghilterra nel 1154 era inutile opporsi alla superiorità che avevano le forze angioine radunate su quelle capetinge. Enrico II non volle smettere di rivendicare le terre fino a che il Vexin normanno fu interamente riconquistato.
Thomas Becket fu inviato come ambasciatore a Parigi nel 1158 per condurre negoziazioni e mostrò tutta la ricchezza di cui gli Angioini potevano gloriarsi rispetto ai Capetingi. La figlia di Luigi VII, Margherita, che era ancora una bambina, fu promessa a Enrico, il futuro “Re Giovane” (figlio del re Enrico II). Sebbene bambina, Margherita era comunque abbastanza grande perché le fosse data una dote per il suo matrimonio. Questa dote si diede il caso essere il Vexin normanno. A Enrico II furono ridati i castelli di Moulines-La-Marche e Bonmoulines. Tebaldo il Buono ottenne indietro Amboise.

### Fiandre
Sebbene Thierry di Alsazia avesse preso parte negli attacchi contro Enrico II insieme a Luigi VII, il commercio della lana tra Inghilterra e Fiandre favorì una relazione cordiale tra i due domini, tanto che Thierry nominò Enrico II protettore delle sue terre mentre andò in pellegrinaggio a Gerusalemme.
Nel 1159 morì senza un erede Guglielmo di Blois, che era l'ultimo figlio di Stefano, lasciando vacanti i titoli di Conte di Boulogne e Conte di Mortain. Enrico II assunse il titolo di Conte di Mortain ma volle concedere quello di Boulogne al figlio di Thierry, Matteo, che sposò Maria di Boulogne. Il titolo di conte di Boulogne comprendeva anche importanti manieri a Londra e Colchester. L'Inghilterra ricevette gran parte della sua lana dalle Fiandre attraverso il porto di Boulogne; un'alleanza con queste due contee fu quindi siglata da questo matrimonio e dalla concessione dei manieri.
Enrico II dovette prima portare Maria fuori dal suo convento, che era una pratica comune in Inghilterra dai tempi dei Normanni. I pochi documenti ufficiali rimasti mostrano che nel 1163 Enrico II e Thierry rinnovarono il trattato firmato da Guglielmo il Conquistatore. Le Fiandre offrirono a Enrico II dei cavalieri in cambio di un tributo annuale in denaro.

### Bretagna
In Bretagna il duca Conan III di Bretagna dichiarò suo figlio Hoel III di Bretagna un bastardo e lo diseredò; fu sua sorella Bertha a divenire Duchessa di Bretagna rendendo suo marito, Odone, nominalmente Duca. Hoel regnava quindi assieme a suo cognato, e doveva essere soddisfatto in quanto Conte di Nantes; Bertha era la vedova di Alano di Bretagna con cui ebbe un figlio, Conan, che era divenuto Conte di Richmond nel 1148, e che era il candidato prescelto da Enrico II per diventare il nuovo Duca di Bretagna, in modo che qualsiasi duca con possedimenti importanti in Inghilterra sarebbe stato più facile da controllare.
Nel 1156 il ducato di Bretagna fu colpito da rivolte civili che portarono all'ascesa di Conan IV di Bretagna mentre a Nantes la popolazione chiedeva aiuto a Enrico II contro Hoel. Goffredo (fratello di Enrico II) fu nominato nuovo conte di Nantes da Enrico II, ma non mantenne la carica a lungo, poiché morì nel 1158 a soli 24 anni. Nel 1158 anche Conan IV dominò per breve tempo in qualità di conte di Nantes: Enrico II prese il titolo lo stesso anno radunando un esercito ad Avranches per minacciare Conan.
Nel 1160 Enrico II combinò il matrimonio fra sua cugina Margherita di Scozia e Conan; nominò poi l'arcivescovo di Dol.
Senza l'abitudine a un governo rigido in Bretagna fra i nobili crebbe lo scontento: questo condusse a una rivolta a cui Enrico II rispose nel 1166; egli fece fidanzare Goffredo, suo figlio di sette anni, con la figlia di Conan e più tardi costrinse Conan ad abdicare per il suo futuro genero, rendendo Enrico il sovrano della Bretagna ma non ancora il Duca di essa.
I nobili di Bretagna si opposero fortemente a questo, e seguirono altri attacchi contro la Bretagna (prima nel 1167, poi nel 1168 e infine nel 1173). Ciascuno di questi fu seguito da confische ed Enrico II pose Guglielmo Fitzhamo e Rolland di Dinan come propri uomini sul posto.
Anche se non era formalmente parte del territorio plantageneto, la Bretagna era sotto un saldo controllo.

### Scozia

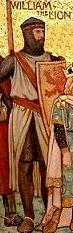
Guglielmo il Leone, re di Scozia.

Enrico II incontrò Malcolm IV di Scozia nel 1157 per decidere riguardo a Cumberland, Westmorland e Northumbria prima di essere catturato da suo nonno, Davide I di Scozia. Nel 1149, prima che Enrico II salisse al potere, fece un patto con Davide e cioè che le terre del nord di Newcastle sarebbero appartenute al re della Scozia per sempre. Malcolm gli ricordò di questo patto ma Enrico II non aveva intenzione di mantenerlo.
Non c'è nulla che dimostri che Enrico II ottenne una deroga dal Papa di quel tempo come invece testimonia Guglielmo di Newburgh:
Malcolm IV fece omaggio in cambio di Huntingdon che egli ereditò da suo fratello.
Guglielmo il Leone, il successivo re di Scozia, provò risentimento nei confronti di Enrico II, poiché lo stesso Guglielmo aveva ricevuto la Northumbria da Davide nel 1152, l'aveva quindi persa a favore di Enrico e questi, infine, l'aveva ceduto a Malcolm IV nel 1157.
Come membro della coalizione costituita da Luigi VII Guglielmo il Leone per prima cosa invase la Northumbria nel 1173, nuovamente nel 1174; in seguito fu catturato nei pressi di Alnwick e dovette firmare l'oneroso Trattato di Falaise. Delle guarnigioni furono mandate nei castelli di Edimburgo, Roxburgh, Jedburgh e Berwick. Il sud della Scozia rimase da allora sotto rigido controllo come lo era la Bretagna. Riccardo I d'Inghilterra avrebbe annullato il trattato di Falaise in cambio di denaro per finanziare la sua crociata, creando un contesto per relazioni cordiali tra i due Re “Leone”.

### Galles
Rhys di Deheubarth, chiamato anche Lord Rhys, e Owain di Gwynedd furono contrari al negoziare. Enrico II aveva attaccato il Galles tre volte, nel 1157, nel 1158 e nel 1163 affinché questi rispondessero alla sua chiamata alla corte: le condizioni erano però troppo dure e gran parte del Galles si ribellò contro di lui, ed egli intraprese così una quarta invasione nel 1164, questa volta con un'imponente armata, come è narrata nella "Cronaca del Principe":
Il cattivo tempo e i diluvi rallentarono l'armata angioina e ostacolarono la conquista del Galles; Enrico II, furioso per questo, aveva fatto mutilare gli ostaggi gallesi. Il Galles sarebbe rimasto al sicuro per un po', ma l'invasione dell'Irlanda nel 1171 fece pressione su Enrico II perché portasse a termine la questione attraverso i negoziati con Lord Rhys.

### Irlanda

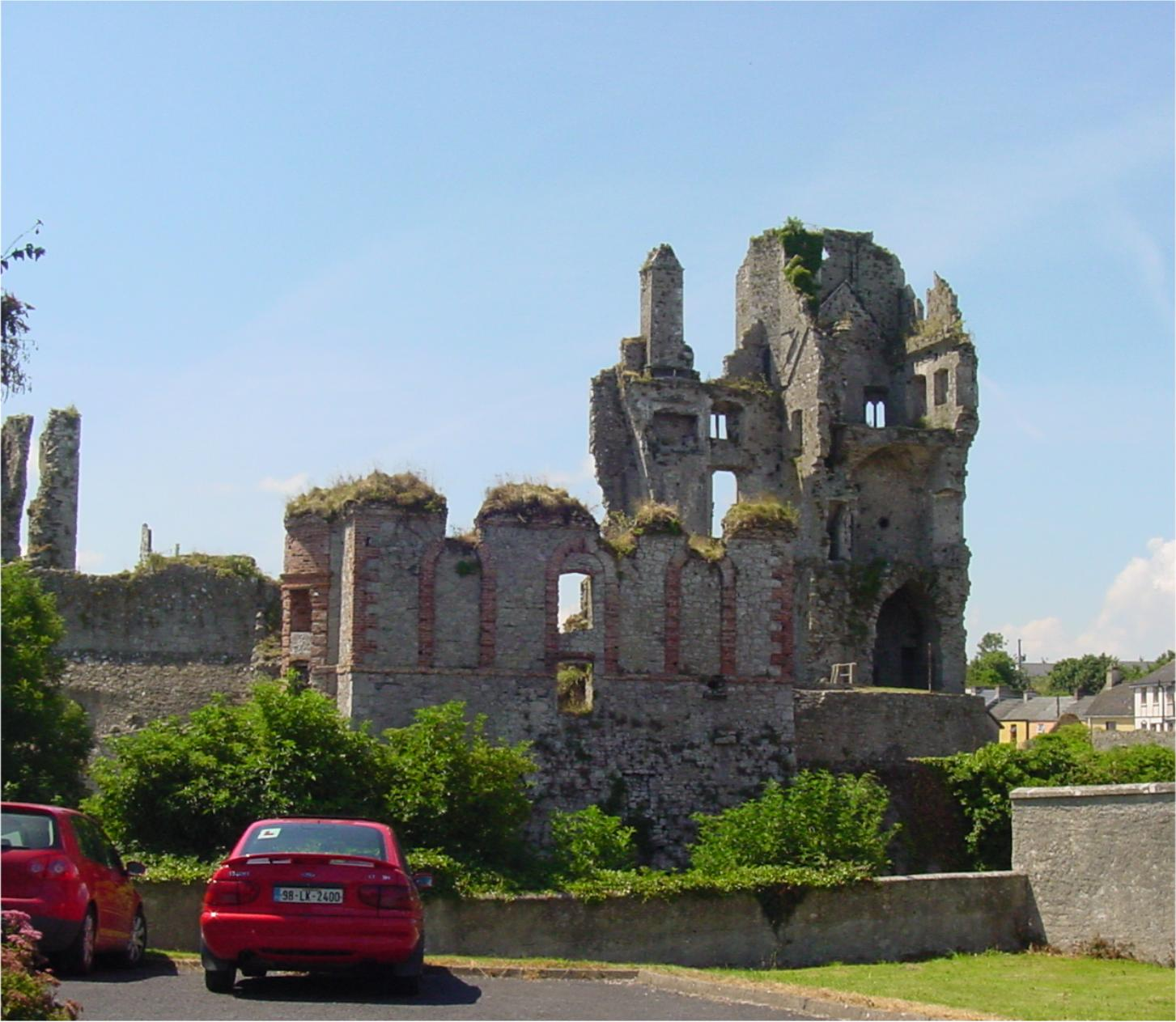
Rovine del castello di Askeaton, Irlanda.

Ulteriori piani di espansione furono presi in considerazione perché l'ultimo fratello di Enrico II non aveva possedimenti. La Santa Sede sarebbe stata più favorevole a supportare una campagna in Irlanda che avesse integrato la Chiesa di questo stato nel mondo cristiano-latino di Roma. Enrico II aveva ottenuto la benedizione di Roma nel 1155 sotto forma di bolla papale, ma fu costretto a rimandare l'invasione dell'Irlanda a causa di tutte le questioni riguardanti i suoi terreni e le zone circostanti. Qui vi è un passo della Bolla Laudabiliter:
Guglielmo di Poitou morì nel 1164 senza essersi stabilito in Irlanda, ma nemmeno a questo punto Enrico II abbandonò la sua conquista. Nel 1167 Dermot di Leinster, un re irlandese, fu riconosciuto come "principe di Leinster" da Enrico II e gli fu concesso di reclutare soldati in Inghilterra e in Galles per usarli in Irlanda contro altri sovrani. I primi cavalieri conobbero un grande successo nel ritagliarsi terre in Irlanda, tanto che questo infastidì Enrico II abbastanza da spingerlo a sbarcare in Irlanda nell'ottobre del 1171 vicino a Waterford: impressionati da questa dimostrazione, molti re irlandesi lo riconobbero come loro signore. Perfino Rory O'Connor, il re di Connacht che pretendeva di diventare "l'Alto Re di Irlanda" rese omaggio a Enrico II. Enrico II pose alcuni dei suoi uomini in roccaforti come Dublino e Leinster (dopo la morte di Dermot).
Egli così diede i regni non conquistati come Cork, Limerick e Ulster ai suoi uomini e lasciò i Normanni dividersi le loro terre dell'Irlanda. Nel 1177 egli nominò Giovanni, suo figlio, il primo “Lord di Irlanda”, sebbene Giovanni fosse ancora giovane: quando sbarcò nell'isola nel 1185, egli non riuscì a imporre la sua autorità sul territorio e dovette fare ritorno da suo padre. Solo 25 anni dopo Giovanni sarebbe tornato in Irlanda mentre altri costruivano castelli e facevano i loro interessi.

### Tolosa

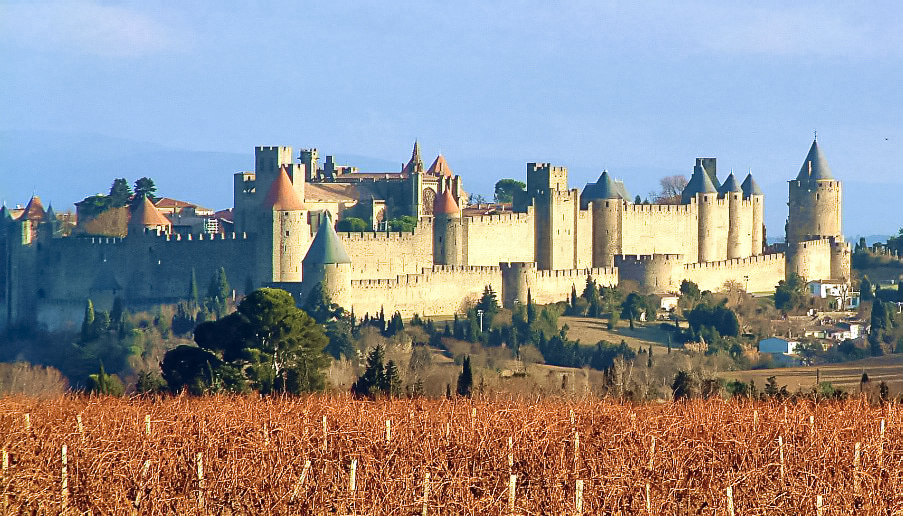
Carcassonne, città fortificata nella Contea di Tolosa.

Molto meno fondata fu la pretesa su Tolosa. Gli antenati di Eleonora avevano chiesto la vasta Contea di Tolosa in quanto doveva fungere da centro per il potere dell'antico Ducato dell'Aquitania ai tempi di Odone il Grande. Enrico II e forse anche Eleonora non erano probabilmente legati a questa antica dinastia di duchi (Eleonora era una Ramnulfid mentre Enrico II era un Angioino).
Tolosa era una città molto grande; era riccamente fortificata e più ricca di molte città del suo tempo. Aveva importanza strategica per la sua posizione tra l'Oceano Atlantico e il Mar Mediterraneo. Come se non fosse abbastanza, la contea di Tolosa era lo stato più grande del Regno di Francia con il suo ampio accesso al Mar Mediterraneo, e includeva importanti città come Narbonne, Cahors, Albi, Nîmes e Carcassona.
Tolosa non era una facile preda, infatti era incredibilmente vasta e fortificata per una città medioevale. Raimondo V si sposò con la sorella di Luigi VII, perciò Enrico, attaccando Tolosa, avrebbe messo a repentaglio la politica di pace con il Re di Francia. La Contea di Tolosa aveva anche delle aree estremamente fortificate come Carcassonne e altre come Queribus, Aguila, Termes, Peyrepertuse e Puylaurens.
Nel giugno del 1159 Enrico II radunò a Poitiers quella che fu la maggior armata che egli ebbe mai raccolto. Formata da truppe da tutti i suoi feudi (dalla Guascogna all'Inghilterra), quell'armata includeva anche rinforzi mandati da Thierry e Malcolm IV. Enrico II attaccò da nord mentre tutti i suoi alleati, cioè Trencavels e Ramon Berenguer, da un altro fronte.
Enrico II non riuscì a catturare Tolosa e i ricorrenti conflitti con la città sarebbero stati chiamati da Guglielmo di Newburgh la “Guerra dei quarant'anni contro Tolosa”. Enrico II catturò Cahors e anche molti altri castelli nella Valle della Garonna (nella regione di Quercy); nel 1161 si ritirò e poi fu occupato altrove con conflitti nei suoi feudi e così lasciò i suoi alleati a combattere contro Tolosa. Anche Alfonso II, re di Aragona, aveva lì interessi connessi alla guerra.
Nel 1171 Enrico II fece un'alleanza con Umberto di Maurienne aggiungendo tra i suoi alleati uno dei maggiori nemici di Raimondo V. Nel 1173 a Limoges, Raimondo finalmente si arrese dopo dieci giorni di duri combattimenti. Egli fece omaggio a Enrico II, a suo figlio Enrico e all'altro suo figlio Riccardo Cuor di Leone nominato nuovamente Duca di Aquitania.

## Il periodo di maggiore potenza (1160 - 1199)
Luigi VII era noto ai suoi contemporanei per la sua pietà e il suo amore per la pace. Questo è quello che Stefano da Parigi scrisse su di lui:
Anche Walter Map, un cronista satirico suo contemporaneo, fu gentile con Luigi VII e lo onorò mettendolo in contrapposizione ad altri re che aveva aspramente criticato.
Quindi il re Luigi VII era un uomo di pace, contrario alla guerra e alla violenza, ma gli attacchi contro Tolosa resero chiaro che la pace con Enrico II non era pace vera e propria, bensì opportunità di fare guerra da un'altra parte. Egli stesso non era in una posizione felice: il territorio a lui sottoposto era di gran lunga più potente di lui e come se non bastasse era senza eredi maschi. Costanza, la sua seconda moglie, morì di parto nel 1160 e Luigi VII annunciò che si sarebbe risposato subito, nell'urgente bisogno di un erede maschio, con Adèle di Champagne. Il giovane Enrico si sposò finalmente con Margherita, di soli due anni, sotto la pressione di Enrico II, e come stabilito nel 1158 ebbe il Vexin Normanno come dote. Se Luigi VII fosse morto senza eredi maschi, Enrico il Giovane sarebbe stato in una buona posizione per diventare lui stesso re di Francia (certamente ignoravano la Legge Salica).

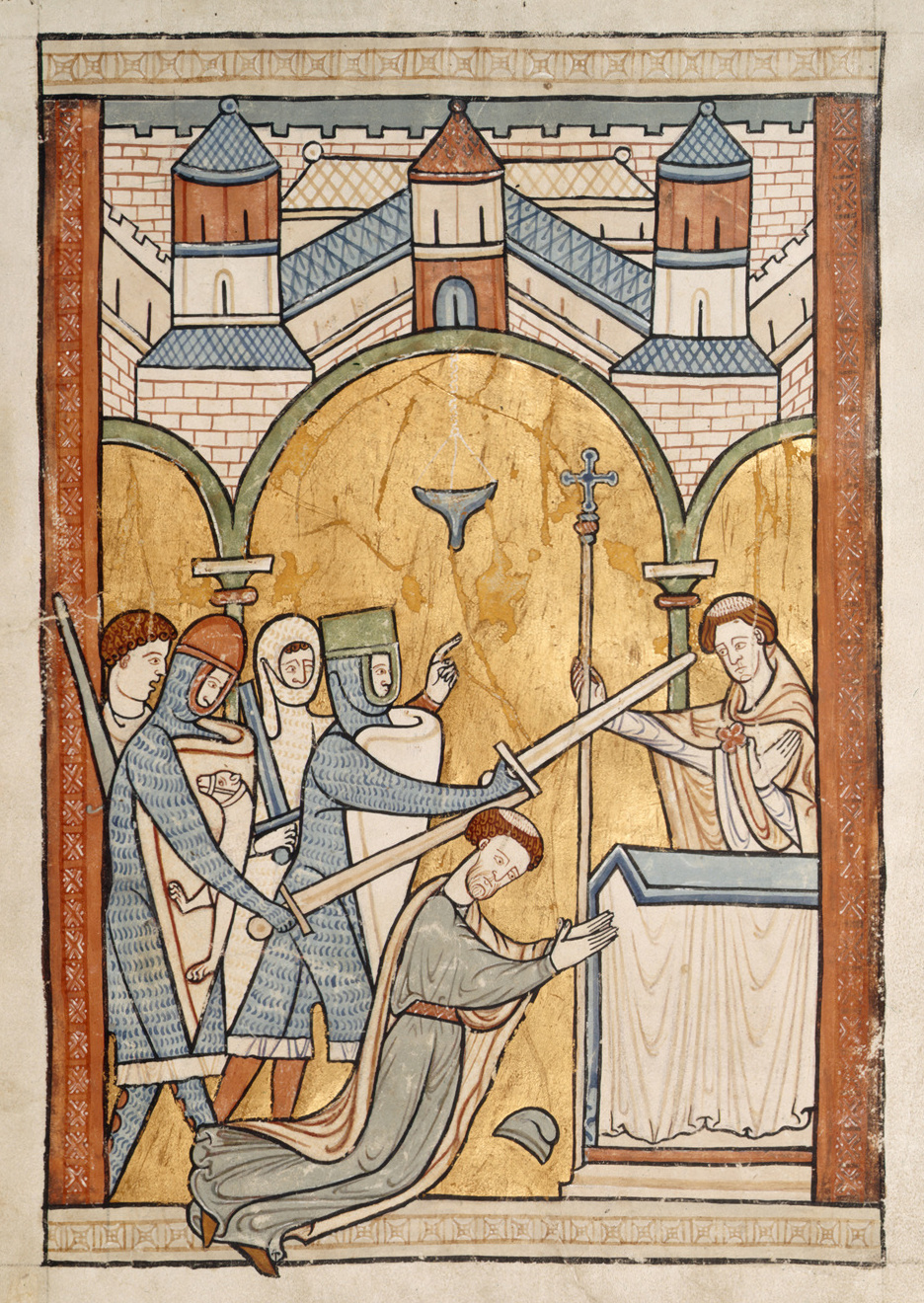
L'assassinio di Thomas Becket.

Nel 1164 il re Luigi trovò un alleato abbastanza turbolento nell'arcivescovo Thomas Becket. I due si erano già incontrati nel 1158 ma ora le circostanze erano cambiate: Luigi aveva già ospitato dei rifugiati del clero nei suoi possedimenti e fu quindi chiamato Rex Christianissimus da Giovanni di Salisbury.
Vi erano infatti conflitti sempre crescenti fra il re d'Inghilterra e l'arcivescovo ed Enrico II causò l'assassinio di Thomas Becket pronunciando parole simili a queste:
Thomas Becket fu ucciso nel 1170 e il mondo cristiano condannò Enrico per questo. Contro di lui, Luigi, che aveva protetto Thomas Becket, guadagnò un consenso generale, per cui anche se il suo potere secolare era inferiore, aveva ora un vantaggio morale.
Nel 1165 l'idea di una possibile ascesa da parte di Enrico il Giovane al trono di Francia era completamente svanita in quanto da Adele era nato Filippo. Con la nascita del futuro Re di Francia era chiaro che la pace era finita; Enrico II reclamò l'Alvernia e vi marciò nel 1167 quando avanzò pretese anche su Bourges e la invase nel 1170. Luigi VII rispose facendo incursione nel Vexin normanno, costringendo Enrico II a rischiarare le sue truppe al nord: Luigi VII, quindi, mosse verso sud e liberò Bourges. A quel punto, non era solo Luigi a chiedersi se l'espansionismo di Enrico II sarebbe mai finito.
Enrico II, in quanto sovrano coerente, non cedette mai le sue terre, ma pianificò di distribuirle ai suoi figli come possessi privati. Enrico il Giovane fu incoronato re d'Inghilterra nel 1170 ma non governò mai veramente; nel 1172 Riccardo Cuor di Leone divenne Duca d'Aquitania, nel 1181 Goffredo fu Duca di Bretagna, mentre Giovanni Signore d'Irlanda nel 1185. Eleonora, invece, nata nel 1162, fu promessa ad Alfonso VII con la Guascogna come dote durante la campagna contro Tolosa nel 1170. Questa divisione delle terre tra i suoi figli rese più difficile per lui il loro controllo, in quanto molte di esse si sarebbero poi rivolte contro di lui.
In seguito all'incoronazione Enrico il Giovane domandò parte della sua eredità, quantomeno o l'Inghilterra, o la Normandia o l'Angiò ma Enrico II rifiutò di cedere alcunché. Enrico il Giovane si unì quindi a Luigi VII presso la sua corte, la stessa Eleonora d'Inghilterra entrò nel conflitto e sia Riccardo che Goffredo di Bretagna si unirono alla corte di Francia. Enrico II fu dunque costretto a combattere, e altri sovrani si sarebbero poi schierati con Luigi VII: Guglielmo il Leone, re di Scozia, Filippo, il conte delle Fiandre, il conte di Boulogne e Tebaldo, conte di Blois. Enrico II emerse vittorioso da questa guerra, poiché grazie alle sue ricchezze poté reclutare un gran numero di mercenari: presto fece catturare e imprigionare Eleonora d'Aquitania, e costrinse Guglielmo il Leone al trattato di Falaise.
Enrico II acquistò la contea di Marche, poi ingiunse che gli fossero dati immediatamente il Vexin francese e Bourges, ma questa volta non c'era un'invasione che supportasse le pretese.

### Filippo II Augusto e Riccardo Cuor di Leone

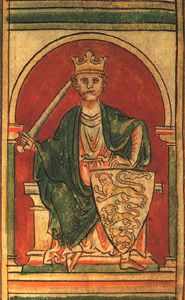
Riccardo Cuor di Leone.

Luigi VII morì e fu sepolto nella basilica di Saint Denis nel 1180. Suo figlio, di soli 15 anni, divenne re nel 1183 con il nome di Filippo II; la sua politica era di servirsi dei figli di re Enrico II contro di lui. Riccardo Cuor di Leone amministrava l'Aquitania dal 1175, ma la sua politica di accentramento del potere divenne impopolare nella parte a est del Duchy, principalmente Périgord e Limousin. Riccardo fu accusato di numerosi crimini lì, come omicidi e stupri. 

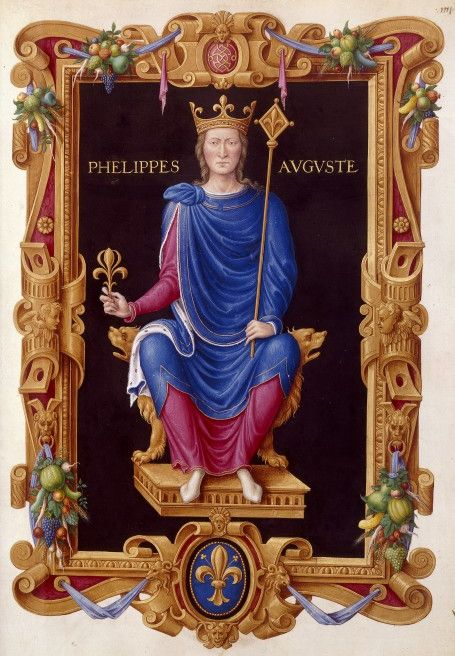
Filippo II di Francia

Ma se egli non era così popolare in Aquitania, Filippo non era egualmente apprezzato dai suoi contemporanei; si facevano commenti come: "Sovrano astuto, manipolatore, calcolatore, avaro e sgraziato".
Nel 1183 Enrico il Giovane si unì a una rivolta guidata da Limoges e Goffredo Lusignano contro Riccardo per prenderne il posto. Beneficiarono anche dell'unione di Filippo II Raimondo V e Ugo III, duca di Borgogna. Enrico il Giovane morì improvvisamente nel 1183, consentendo a Riccardo di salvarsi, fu sepolto a Notre Dame de Rouen.
Riccardo rimaneva quindi il figlio maggiore di Enrico II ed ereditò i privilegi di Enrico il Giovane. Il padre gli ordinò di cedere l'Aquitania al fratello Giovanni, ma egli si rifiutò di obbedire.
Enrico II aveva troppi problemi da risolvere al momento per occuparsi di questo: i principi del Galles stavano contestando la sua autorità, Guglielmo il Leone stava chiedendo che gli fossero restituiti i suoi castelli e, poiché Enrico il Giovane era morto, Filippo II esigeva che gli fosse reso il Vexin normanno.
Alla fine Enrico chiese a Riccardo di cedere l'Aquitania ad Eleonora, pur mantenendone effettivamente il controllo. Sempre nel 1183, Raimondo V aveva riconquistato Cahors, ed Enrico chiese a Riccardo di fare una spedizione contro Tolosa.
Goffredo di Bretagna stava pesantemente litigando con suo fratello Riccardo, ed era ovvio che quegli poteva essere usato dai Capetingi, ma la sua morte in un torneo, avvenuta nel 1186, rese impossibile il piano. Nel 1187, Filippo II e Riccardo erano più che forti alleati, come riportò Roger di Hodeven:
Nel 1188 Raimondo V attaccò ancora, con il supporto dei Lusignano; si dice che Enrico II stesso finanziò la rivolta. Allo stesso tempo Filippo II attaccò Enrico II in Normandia e prese alcune roccaforti nel Berry. Nel 1188, Filippo ed Enrico si incontrarono per ridiscutere la pace, Enrico II rifiutò di nominare Riccardo suo erede, e la risposta di Riccardo che è stata tramandata è: "Ora, infine, devo credere a ciò che ho sempre ritenuto impossibile".
Riccardo presto fece omaggio al re di Francia per tutte le terre che suo padre deteneva, e questo fu il vero collasso di tutta la strategia di Enrico. Così quando Riccardo e Filippo attaccarono Enrico, nessuno in Aquitania gli resistette, e addirittura i Bretoni valutarono la possibilità di unirsi all'attacco.
Anche la città natale di Enrico, Le Mans, fu catturata, e Tours presto cadde: Enrico, quindi, chiuso nel suo castello a Chinon, fu costretto alla resa, pagò un grande tributo in denaro a Filippo II e giurò che tutti i suoi possessi in Francia e Inghilterra avrebbero riconosciuto Riccardo come loro signore. Enrico II morì due giorni dopo, sapendo che Giovanni si era unito a Riccardo e Filippo; fu sepolto nell'Abbazia di Fontevrault.
Eleonora, che era prigioniera di Enrico, fu quindi liberata mentre Lord Rhys si rialzò e iniziò la riconquista delle parti meridionali del Galles che Enrico aveva annesso. Nel 1189 Riccardo fu incoronato re come Riccardo I nell'Abbazia di Westminster, quando era già Duca di Normandia, Conte d'Angiò e Duca d'Aquitania. Filippo II chiese dunque che il Vexin normanno gli fosse reso, ma la richiesta fu saldata quando Riccardo annunciò che avrebbe sposato Alice, sorella di Filippo. Riccardo stabilì anche che l'Alvernia appartenesse al dominio del re di Francia e non al Duca d'Aquitania, mettendo fine alle pretese di Enrico sul luogo. In Bretagna re Guglielmo il Leone iniziò il negoziato con Riccardo per revocare il Trattato di Falaise e un accordo fu raggiunto.

### La terza crociata
La priorità successiva era la crociata: era stata rinviata anche troppo e Riccardo pensò che fosse il tempo di compiere il suo dovere cattolico. Oltre il piano strettamente religioso, il suo progenitore Folco V era stato re di Gerusalemme, Guy di Lusignano era un nobile di Poitou e sua moglie, Sibilla, era cugina di Riccardo. La crociata e gli affari francesi sarebbero stati i motivi dell'assenza di Riccardo in Inghilterra: egli trascorse in patria solo sei mesi del suo regno.
Prima di partire Riccardo I dovette assicurarsi che niente sarebbe andato storto durante la sua assenza. Vi era una ridotta possibilità che Raimondo V avrebbe colto l'occasione per espandere i suoi possedimenti in Aquitania; per contrastare questa minaccia si alleò con Sancho VI il Saggio, re di Navarra. Sulla via per la Terrasanta, Riccardo sposò Berengaria, principessa di Navarra, dopo avere ripudiato Alice nel 1191. Per calmare Filippo, accettò che se avesse avuto due figli, il più giovane avrebbe preso la Normandia, l'Aquitania o l'Angiò e l'avrebbe governato per conto del re di Francia.
L'amministrazione che organizzò funzionò discretamente bene: un attacco dal Conte di Tolosa fu respinto con l'aiuto di Sancho VI. L'assedio di San Giovanni d'Acri fu presto tolto poiché Filippo II, colpito da dissenteria, dovette fare ritorno nel suo regno, ancora turbato per il modo in cui sua sorella Alice era stata trattata.
Riccardo I aveva sconvolto anche Leopoldo V il Virtuoso, facendo togliere il suo stendardo da San Giovanni d'Acri. Molto è stato detto sulle ragioni per cui Filippo tornò in Francia, ma la dissenteria è ancora considerata il motivo principale. Altre cause potrebbero essere che in seguito alla morte del Conte delle Fiandre, di nome Filippo, tornò in patria per richiedere la sua parte dell'Artois; oppure che non poteva tollerare che il suo vassallo ostentasse più potere o più ricchezza di lui.
Riccardo I lasciò la Palestina nel 1192: tornando in patria avrebbe ritrovato le sue terre intatte, se non fosse stato catturato da Leopoldo V vicino a Vienna, che lo accusava dell'omicidio del cugino Corrado e che poi lo condusse presso l'imperatore Enrico VI. Giovanni fu convocato alla corte di Filippo, e accettò di sposare Alice con in dote niente di meno che l'Artois, in cambio che l'intero Vexin normanno fosse rientrato in possesso del re di Francia. Dopotutto nessuno era sicuro che Riccardo I sarebbe stato liberato.
Tutte le forze che Giovanni poteva raccogliere erano un pugno di mercenari, anche poiché Guglielmo il Leone non si era unito alla sua rivolta e, peggio, non aveva inviato denaro per il riscatto di Riccardo. Un'altra rivolta in Aquitania fu repressa da Elias de la Celle, ma in Normandia lo stesso Filippo II conduceva le operazioni. Dall'aprile 1193 aveva raggiunto Rouen e anche se la capitale del Ducato non poteva essere presa, egli e i suoi alleati avevano il controllo di tutti i porti dal Reno a Dieppe.
In rapporto alla situazione i reggenti del trono di Riccardo concessero il Trattato di Mantes nel luglio del 1193 confermando il dominio di Filippo II su tutte le terre che aveva conquistato (compreso l'intero Vexin normanno, i castelli di Drincourt e Arques in Normandia e quelli di Loches e Chatillon in Tourraine) e aggiungendo anche un sostanziale pagamento una volta che Riccardo fosse tornato.
In un nuovo trattato del 1194 le concessioni al re di Francia si spinsero oltre quando Tours, con tutti i castelli della Tourraine e tutti quelli della Normandia orientale, eccetto Rouen, furono ceduti. La contea di Angoulême fu dichiarata indipendente rispetto all'Aquitania, Vendôme fu data a Luigi di Blois e Rotrou III di Perche assunse sotto il proprio dominio il Moulins e Bonmoulins.
Infine l'imperatore Enrico VI rilasciò Riccardo I nel 1194 in cambio del riscatto.

### Riccardo viene liberato, recupera le sue terre e muore

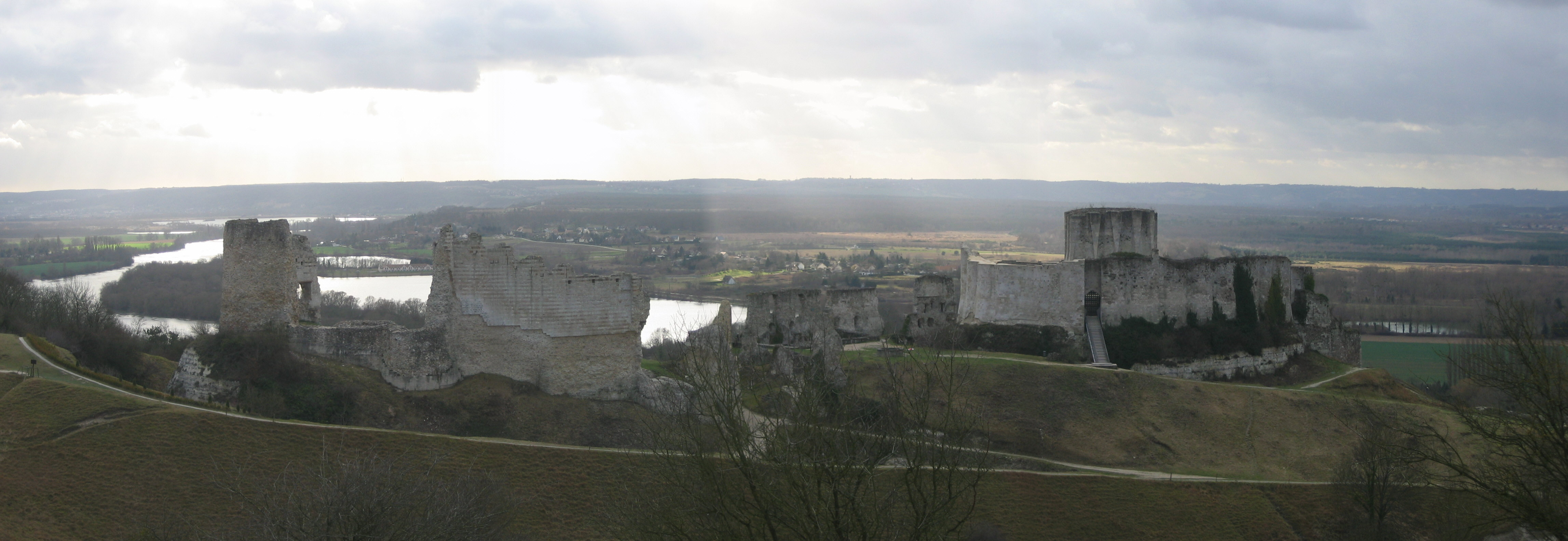
La costruzione del Château-Gaillard fu iniziata sotto Riccardo I, ma egli morì prima di vederla conclusa

Riccardo I era in una posizione difficile: Filippo II si era impossessato di vaste zone dei suoi possedimenti e aveva guadagnato Amiens e l'Artois. L'Inghilterra era il territorio più saldo nelle mani di Riccardo; come suo giudice fu nominato Hubert Walter, che era stato con il re alla Crociata. Riccardo tolse a Giovanni il controllo dell'Irlanda e respinse la pretesa di Guglielmo il Leone sui territori del nord.
Appena Riccardo I attraversò La Manica per riprendersi le sue terre, Giovanni tradì Filippo II uccidendo la guarnigione di Évreux e cedendo la città a suo fratello. Guglielmo il Bretone scrisse: «Per prima cosa tradì suo padre, poi suo fratello e ora il nostro Re».
Sanzio il Forte, futuro re di Navarra, si aggiunse al conflitto e attaccò l'Aquitania, conquistando Angoulème e Tours. Lo stesso Riccardo era conosciuto per essere un valido comandante militare. La prima parte di questa guerra fu difficile per Riccardo, che fu costretto a diverse ritirate, ma in ottobre il nuovo conte di Tolosa, Raimondo VI di Tolosa Raimondo VI, lasciò la fazione capetingia per passare dalla parte di Riccardo.
Fu imitato da Baldovino IV delle Fiandre, il futuro imperatore latino, giacché stava reclamando l'Artois da Filippo II. Nel 1197 Enrico VI morì e gli successe Ottone IV, il nipote di Riccardo. Come se non bastasse, Rinaldo di Dammartin, conte di Boulogne e abile condottiero, disertò la coalizione di Filippo II. Baldovino IV stava invadendo l'Artois e prese Saint Omer mentre Riccardo I stava muovendo guerra in Berry, per poi infliggere una dura sconfitta a Filippo II a Gisors, nei pressi di Parigi.
Una tregua fu accettata e Riccardo I aveva quasi recuperato tutta la Normandia, e ora possedeva più territori in Aquitania di quanti non ne avesse mai avuti. Riccardo I dovette fare i conti di nuovo con una rivolta, che in questo caso veniva da Limousin. Fu trafitto da una freccia nell'aprile del 1199 a Châlus-Chabrol e morì per l'infezione che ne derivò. Il suo corpo fu sepolto a Fontevault come fu per suo padre.

## Il regno di Giovanni e il collasso (1199 - 1217)
Giovanni non era ancora re quando dovette combattere per mantenere le sue terre. In seguito alla notizia della morte di Riccardo, Filippo II prese Évreux in un'incursione. Giovanni tentò di prendere il tesoro degli Angioini e il castello di Chinon per stabilirvi il suo potere. Ma nei costumi del tempo il figlio di un fratello maggiore era preferito a un pretendente. Da quel momento scelsero Arturo come loro sovrano, figlio di Goffredo di Bretagna, privando Giovanni delle terre storicamente angioine.
Arturo stabilì il suo potere solamente in Normandia e in Inghilterra, in Normandia fu fatto Duca a Rouen nell'aprile 1199 e fu incoronato Re d'Inghilterra in maggio nell'Abbazia di Westminster. Come per l'Aquitania, egli lasciò sua madre, Eleonora, a controllare il luogo.
I suoi alleati, Aimery di Thouars e tre nobili dei Lusignano, condussero un attacco contro Tours nel tentativo di catturare Arturo e rendere Giovanni conte. Ad Aimery di Tours fu promesso che, se avesse catturato Arturo, avrebbe ottenuto il titolo di siniscalco.
In questo stesso tempo Giovanni si recò in Normandia per negoziare una tregua con Filippo II. Con essa riuscì a riunire i passati alleati di Riccardo, specialmente il conte di Boulogne, il conte delle Fiandre e l'imperatore del Sacro Romano Impero. Alla fine non meno di 15 conti francesi giurarono fedeltà a Giovanni, che ora era in una posizione realmente migliore di quella di Filippo.
Un grande sostenitore del re, Guglielmo des Roches, cambiò fronte a causa di così tanto potere e consegnò a Giovanni Arturo, che avrebbe dovuto proteggere. Arturo però si unì ben presto alla corte di Filippo II. Era il momento in cui anche la corte delle Fiandre e molti cavalieri decisero di unirsi alla crociata e disertarono la corte di Giovanni. La condizione di superiorità di Giovanni ebbe quindi vita breve ed egli dovette accettare il trattato di Le Goulet nel 1200.
L'autorità di Filippo II sulle terre che aveva conquistato in Normandia fu confermata con ulteriori concessioni in Alvernia e Berry. Giovanni fu riconosciuto a capo dell'Angiò in cambio di avere giurato che non avrebbe interferito se Baldovino IV o Ottone IV avessero attaccato Filippo II.

### Il caso dei Lusignano e le sconfitte decisive

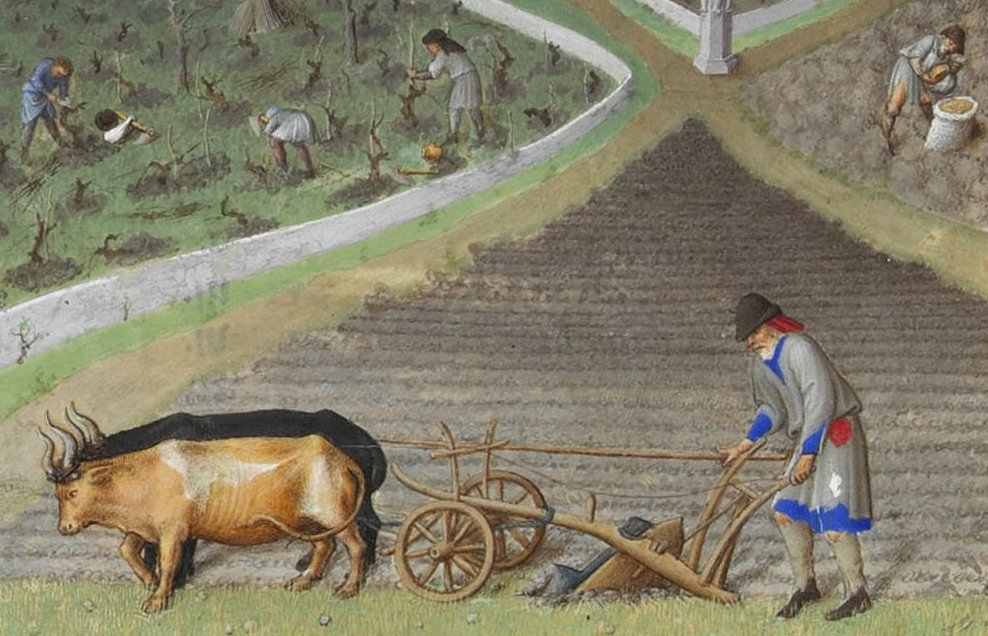
Particolare di Les Très Riches Heures du duc de Berry che raffigura la campagna dei Lusignano.

Ugo IX di Lusignano prese Eleonora in ostaggio, e Giovanni lo riconobbe Conte di Marche, espandendo così il potere dei Lusignano nella regione. Nell'agosto 1200 Giovanni fece annullare il suo primo matrimonio, sposò Isabella che era stata già promessa a Ugo X e confiscò La Marche.
Gli stessi Lusignano invocarono l'aiuto di Filippo II, che convocò Giovanni alla sua corte. Giovanni rifiutò di vedere il re, costringendo Filippo a usufruire del suo potere feudale per confiscare tutte le terre che Giovanni possedeva in Francia e accettare l'omaggio di Arturo per Poitou, Angiò, Maine e Tours (1202). Raimondo VI, conte di Tolosa, si unì a Filippo così come fece Rinaldo di Dammartin, mentre gran parte degli alleati di Giovanni o erano in Terrasanta o l'avevano lasciato. Solo Sanzio VI il Forte rimase con lui, ma era più bisognoso d'aiuto di quanto potesse offrirne.
Arturo attaccò Poitou con i suoi alleati Lusignano, mentre Filippo II invase la Normandia e catturò molti castelli sulla frontiera. Giovanni si trovava a Le Mans quando avvennero queste invasioni e decise di andare verso sud. Catturò nientemeno che Arturo, Ugo X e 200 cavalieri; questo successo fu presto seguito dalla cattura del Visconte di Limoges e il suo imprigionamento a Chinon. Il 1202 fu un anno di successi per Giovanni, che aveva sconfitto molti dei suoi nemici come né Riccardo né Enrico II erano mai riusciti a fare.
Giovanni era vile e “non poteva resistere alla tentazione di calciare un uomo mentre era già a terra”, per cui trasse piacere dall'umiliare i cavalieri che aveva catturato. Arturo fu ucciso in prigione, molto probabilmente per volontà di Giovanni. Molti cavalieri che avevano parenti sul fronte opposto si incollerirono per questo comportamento e lo abbandonarono.
Gli alleati di Giovanni consegnarono Alençon in Normandia a Filippo II e già molti di loro lo stavano combattendo. Anche Vaudreuil fu ceduta al Re di Francia senza un combattimento e mentre Giovanni tentava di riprendersi Alençon, dovette ritirarsi quando Filippo II arrivò. Lo stesso Château-Gaillard era caduto nel 1204 dopo un assedio di 6 mesi: fu una perdita emblematica per gli Angioini. Filippo II continuò a combattere in Normandia e catturò Argentan, Falaise, Caen, Bayeux e Lisieux in sole tre settimane; nel frattempo un'armata di cavalieri bretoni prese Mont Saint-Michel e Avranches. Tours cadde nel 1204, seguirono Loches e perfino Chinon nel 1205, solo Rouen e Arques continuavano a resistere ma Rouen aprì le sue porte al Re, che fece distruggere il castello ducale e ne progettò uno di più grande.
Eleonora morì nel 1204 e gran parte dei nobili di Poitou si unì a Filippo II poiché erano leali a lei ma non a Giovanni. Alfonso VIII infine richiese la Guascogna, che era parte della dote che Enrico II aveva dato a sua figlia, e vi si insediò. La Guascogna era una fra le poche parti francesi del fu Impero Angioino che rimase fedele agli Angioini giacché resistette ad Alfonso e rimase in mano a Giovanni.
Infine i due re si accordarono per una tregua nel 1206. Quello che un tempo era stato “l'Impero Angioino” rimase con l'Inghilterra, la Guascogna e l'Irlanda.

### Campagne nelle Isole britanniche e ritorno in Francia
In seguito alla perdita della Normandia e dell'Angiò, Giovanni dovette rendere indiscutibile il suo potere sulle isole. Mosse guerra nel sud del Galles nel 1208, sul confine scozzese nel 1209, in Irlanda nel 1210 e nel nord del Galles nel 1211 e queste campagne spesso raggiunsero i loro scopi. Giovanni usò tutte le risorse che poté raccogliere per finanziare una futura campagna in Francia. La tassazione degli Ebrei diede ulteriori introiti; tutte le terre che erano di proprietà della Chiesa furono confiscate, e questo portò alla scomunica di Giovanni.

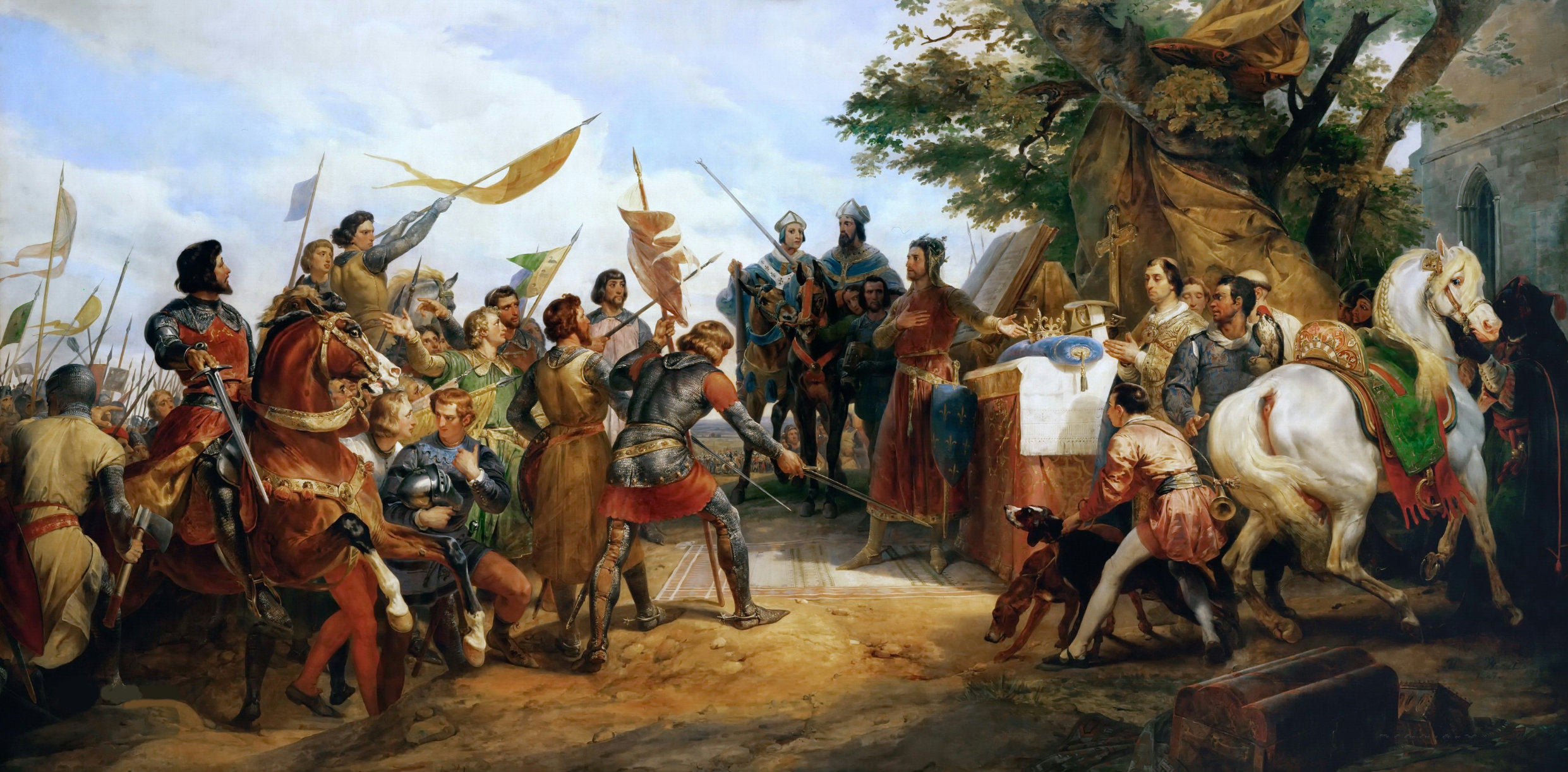
Battaglia di Bouvines.

Nel 1212 Giovanni era pronto a sbarcare e invadere la Francia, ma una rivolta in Galles lo costrinse a posticipare i suoi piani e poi una rivolta dei baroni in Inghilterra peggiorò la situazione. Filippo II era quindi in procinto di invadere l'Inghilterra quando la sua flotta fu distrutta mentre era alla fonda a Damme, presso Guglielmo Longespée, conte di Salisbury. Sentendo la notizia, Giovanni ordinò a tutte le forze che dovevano difendere l'Inghilterra di salpare per Poitou. Approdò a La Rochelle nel 1214 e fu quindi alleato di Rinaldo di Dammartin, del Conte Ferdinando delle Fiandre e ovviamente di Ottone IV. I suoi alleati avrebbero attaccato il nord-est della Francia, lasciando a lui il sud-ovest.
Giovanni si recò in Guascogna e tentò di installare la sua guarnigione ad Agens, ma venne respinto. A differenza della Normandia (Filippo II non aveva mai invaso Poitou), la Guascogna cambiò solo alleanza. Per invadere Parigi, partendo dall'Inghilterra, era più breve andare attraverso la Normandia piuttosto che per il sud-ovest, così Re Filippo II concentrò lì le sue forze. La questione era duplice, poiché per Filippo II era più facile lanciarsi nell'invasione dell'Inghilterra dalla Normandia. Di conseguenza Poitou fu lasciata senza una forte presenza reale. Giovanni promise sua figlia Giovanna a Ugo X, figlio di Ugo IX di Lusignano, in cambio che Saintonge e l'isola di Oleron fossero promessi ai Lusignano, e quante più possibili ulteriori concessioni in Turenna e Angiò; questi furono grandi acquisti per i Lusignano, e ancora Giovanni chiamò ciò “portarli alla sottomissione”.
Pietro era il Duca di Bretagna a quel tempo, ed era leale al re di Francia, ma la sua pretesa sul trono di Bretagna era chiaramente infondata. Eleonora di Bretagna aveva forti pretese su varie cose, e tra queste anche la figlia del defunto Arturo. Giovanni da una parte l'aveva catturata e usata come ricatto contro Pietro, dall'altra lo tentava offrendogli Richmond, ma Pietro alla fine rifiutò di cambiare la sua lealtà, e anche, in seguito, la cattura di suo fratello Roberto III di Dreux presso Nantes non gli fece cambiare posizione.
Giovanni entrò ad Angers e conquistò un castello recentemente costruito presso Roche-au-Moine, ma il principe Luigi accorse da Chinon con un esercito e respinse Giovanni costringendolo alla ritirata. Anche se questo era un contrattempo, Giovanni aveva almeno reso il lavoro dei suoi alleati più facile, dividendo l'esercito capetingio. Poi accadde la disastrosa battaglia di Bouvines in cui tutti i suoi alleati furono sconfitti da Re Filippo II.
Ferdinando fu catturato e imprigionato. Ottone IV fu quasi catturato; La sua posizione in Germania crollò quando fu spodestato da Federico II, l'uomo che per ironia della sorte Filippo II aveva appoggiato contro il candidato di Riccardo I. Rinaldo di Dammartin patì in prigione per il resto della sua vita, finché si suicidò. Guglielmo Longespée, che aveva guidato le forze inglesi, fu egli stesso catturato e scambiato con Roberto III, il cui padre, Roberto II, aveva combattuto nella battaglia. Giovanni fu sconfitto, l'economia del Regno d'Inghilterra finì in bancarotta, ed egli fu in seguito visto come un truffatore. Tutto il denaro che riuscì a guadagnare e tutto il potere di cui si servì non portarono a niente, e tutti i suoi alleati furono abbattuti e catturati.

### I Capetingi in Inghilterra
Nel 1215 i baroni inglesi si convinsero che Giovanni non avrebbe rispettato le convenzioni della Magna Carta e spedirono una lettera alla corte francese dove offrivano la corona d'Inghilterra al principe Luigi. In novembre una guarnigione capetingia fu inviata addirittura a Londra per sostenere i ribelli, e il 22 maggio 1216 le forze dei Capetingi giunsero a Sandwich guidate dal principe Luigi stesso. In quel momento Giovanni fuggì, permettendo a Luigi di conquistare Londra e Winchester.
Augusto controllava la maggior parte dei territori dell'Inghilterra orientale, tranne Dover, Lincoln e Windsor. Il re Alessandro II di Scozia si spostò a Canterbury e rese omaggio al principe Luigi come re d'Inghilterra per i territori settentrionali.
Giovanni morì due mesi dopo, sconfitto anche in Inghilterra. Il governo seguente stabilì come legge la Magna Carta, firmata da Giovanni ma mai applicata perché Enrico III era troppo giovane per farlo. Da quel momento tutto il sostegno di Luigi era crollato, ed egli fu sconfitto quasi un anno dopo, a Lincoln e Sandwich. Così ebbe fine la sua pretesa sull'Inghilterra, che egli concesse nel Trattato di Lambeth nel settembre del 1217.
Questo passo, tratto da Capetian France 987 – 1328, riassume abbastanza bene le ragioni del crollo angioino:

### L'influenza culturale
L'ipotetica continuazione ed espansione dell'Impero angioino attraverso i secoli fu soggetto di molte fiabe e ricostruzioni storiche di ucronia. Storicamente sia gli studiosi francesi che quelli inglesi avevano visto la giustapposizione tra le terre inglesi e francesi sotto il controllo angioino come qualcosa simile a un'aberrazione o un'offesa all'identità nazionale. Per gli storici inglesi le terre in Francia erano un intralcio, mentre gli storici francesi consideravano l'unione come un Impero inglese.
Questo è quello che lo storico della corrente di pensiero di Whig Macaulay scrisse nella sua Storia d'Inghilterra riguardo all'unione delle due terre.
I re Plantageneti adottarono il vino come bevanda principale, rimpiazzando la birra e il sidro usati dai re normanni. La classe dominante dell'Impero angioino parlava francese, mentre la Chiesa mantenne il latino ecclesiastico.
Il XII secolo è caratterizzato anche dall'architettura gotica, conosciuta prima come “Opus Francigenum”, dall'opera dell'abate Sugerio di Saint-Denis nel 1140. Il Primo gotico inglese iniziò intorno al 1180-1190, al tempo dell'Impero angioino, da cui era però totalmente indipendente; soltanto nacque nello stesso periodo e si diffuse poi in Inghilterra. L'influenza più forte sull'architettura direttamente associata ai Plantageneti è la cucina.
Il motto reale britannico, che si dice provenire da questo periodo, riprende le parole di Riccardo, "Dieu et mon droit"; vennero anche adottati come simbolo tre leoni. Se all'inizio questi simboli non rappresentavano l'Inghilterra (erano infatti rivestimenti personali plantageneti per le armi e non rappresentavano una struttura politica) sono tutt'oggi associati a essa. La Normandia e l'Aquitania tenevano comunque sulle loro bandiere dei leopardi, probabilmente il più antico simbolo normanno.
Da un punto di vista politico i problemi continentali suscitavano più interesse nei monarchi inglesi piuttosto che in quelli britannici già sotto i Normanni. Sotto il dominio angioino le cose divennero anche più chiare poiché la bilancia del potere era stata drammaticamente stabilita in Francia, e i re angioini spesso passavano più tempo in Francia che in Inghilterra. Con la perdita della Normandia e di Angiò il feudo fu diviso in due parti e in seguito i discendenti dei Plantageneti poterono essere considerati come re inglesi, reputando la Guascogna sotto il loro dominio.